# Новоречје
Новоречје је српски филолошки часопис посвећен новим речима и изразима. Часопис је покренут 2019. године као полугодишњак и издаје се само у електронском издању. Рубрике у часопису су чланци — студије о творбеним, значењским и културолошким аспектима нових речи и израза у говору и писаним текстовима данашњице и минулих епоха, грађа – лексикографски описи нових речи и библиографије. У часопису објављују аутори из више земаља.

## Историјат
У прва четири броја Новоречје са поднасловом Научно-популарни неолошки часопис су уређивали Дејан Ајдачић (главни уредник) Ђорђе Оташевић, Слободан Новокмет и Јована Јовановић. Објављивани су у рубрици Поново прештампани,  раније објављени радови о новим речима и изразима. Први издавачи су била Издавачка кућа "Алма", на чијем сајту су се налазили у ПДФ формату пуни бројеви  и "Пројекат Растко". Радови први пут објављени у прва четири броја часописа су прештампани у зборнику "О новим речима 1" (2021).
Од 5. броја наслов часописа је Новоречје. Неолошки часопис, а уредништво је проширено на осам чланова, укључени  су Ивана Лазић Коњик, Диана Благоева, Андреја Желе,  Милан Ајџановић. Од 8. броја (2023) издавачи су Филолошко друштво "Речи", Универзитетска библиотека "Светозар Марковић", Издавачка кућа "Алма".  Од 2023. пуни бројеви и ПДФ сепарати свих прилога се налазе на сајту Филолошког друштва. Израду сајта часописа Новоречје је подржало Министарство културе Републике Србије за 2023. годину. Часопис се налази у Репозиторијуму Народне библиотеке Србије. Од 10. броја чланци поседују DOI бројеве.

## Скупови и темати
Од 5.  броја уредништво организује академске скупове који представљају и тематски део часописа: "Англокализми у језицима балканских Словена" (бр. 5), "Сливенице и остали типови неологизама у словенским језицима" (бр. 6), о конкурсима и сајтовима за нове речи (бр. 7), "Деантропонимни неологизми као кључне речи епохе"  (бр. 8), "Нове речи у говору деце и младих и у текстовима за децу и младе" (бр.9), "Циљано стварање нових речи и језички инжењери" (бр. 10). Зборници се објављују у години по објављивању часописа.
Часопис Новоречје је покренуо избор речи године и донео правилник по коме је тај избор први пут у сарадњи са Филолошким друштвом "Речи" организован 2023. године.

## Аутори
Аутори прилога у часопису Новоречје су филолози из Србије, Хрватске, Босне и Херцеговине, Бугарске, Пољске, САД и Украјине. Већина аутора ради на филолошким факултетима или у институтима за језик.

### Уредништво
- Дејан Ајдачић, Гдањски универзитет, Гдањск – главни уредник
- Ђорђе Оташевић, Институт за српски језик САНУ, Београд
- Слободан Новокмет, Институт за српски језик САНУ, Београд
- Јована Јовановић, Институт за српски језик САНУ, Београд
- Ивана Лазић Коњик, Институт за српски језик САНУ, Београд
- Диана Благоева, Институт за бугарски језик БАН, Софија
- Андреја Желе, Филозофски факултет, САЗУ, Љубљана
- Милан Ајџановић, Филозофски факултет, Нови Сад